# فرودگاه میدوی (میشیگان)
فرودگاه می‌دوی (میشیگان) (به انگلیسی: Midway Airport (Michigan)) یک فرودگاه خصوصی است که یک باند فرود چمن دارد و طول باند آن ۶۸۹ متر است. این فرودگاه در کشور ایالات متحده آمریکا قرار دارد و در ارتفاع ۲۹۳٫۵ متری از سطح دریا واقع شده‌است.